# エゴン・ヴェレス
エゴン・ヴェレス（Egon Wellesz、1885年10月21日 - 1974年11月9日）は、オーストリアの作曲家、音楽学者。

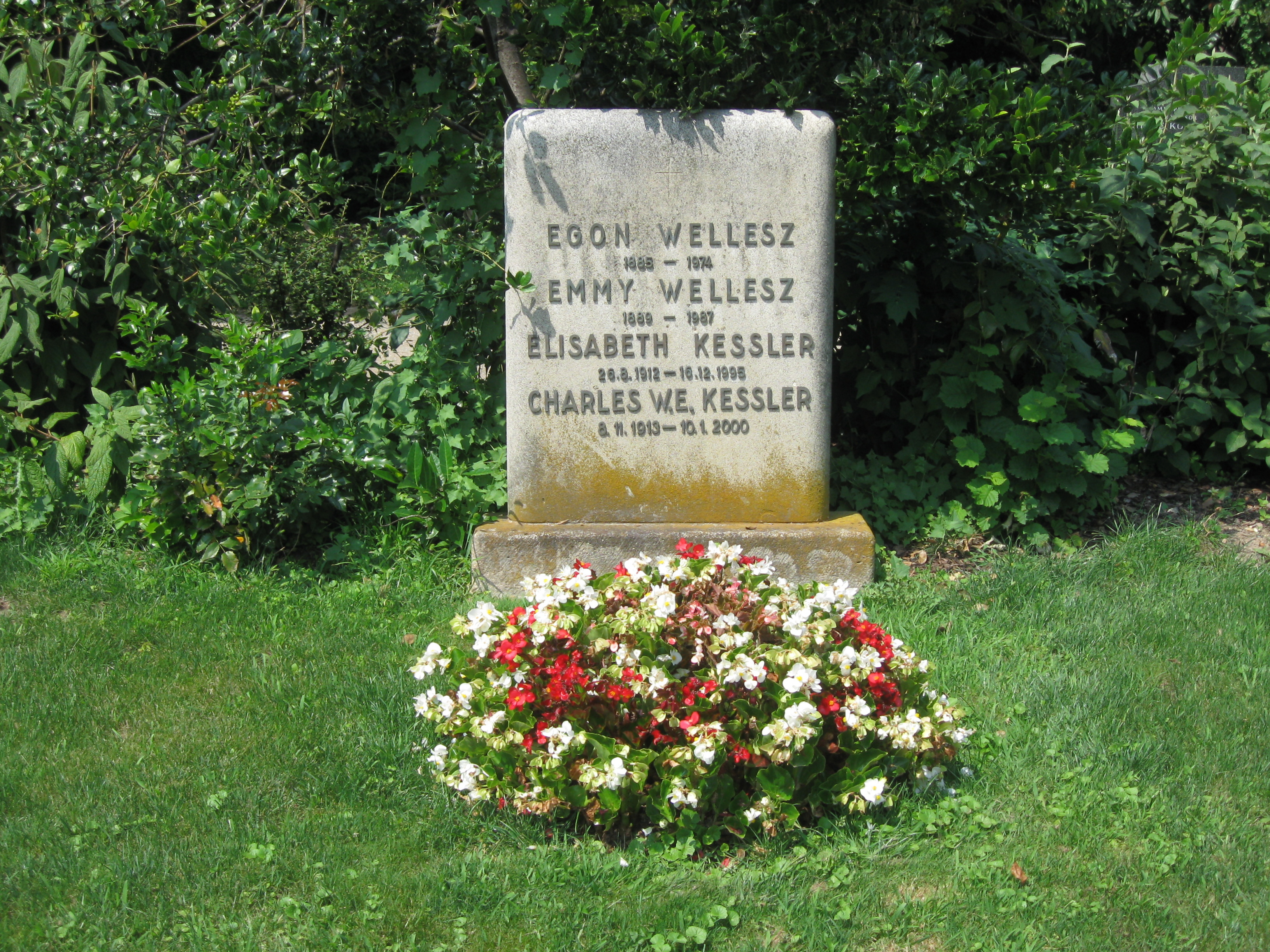
ウィーン中央墓地の墓

## 経歴
1885年、ウィーン生まれ。ウィーン大学でグイド・アドラーに音楽学を学び、個人的にアルノルト・シェーンベルクについて対位法を学んだ。1908年に博士号を取得し、バロック・オペラやビザンティン音楽の研究に打ち込む。
1911年から1915年まで、ウィーン音楽院の音楽史の講師を務めた。1920年にシェーンベルクの伝記を執筆。1922年、国際現代音楽協会の設立メンバーの一人として参加。1929年からウィーン大学の音楽学の員外教授となる。しかしユダヤ人であったため、1938年のナチス・ドイツのオーストリア併合に際し、オランダ経由でイギリスに逃れた。
イギリスではオックスフォード大学の講師となり、名誉博士の称号を受けた。1940年には「敵性外国人」とされマン島のハッチンソン収容所に送られたが、1943年に釈放された。日本人の門下生には、橋本國彦がいる。

## 主な作品
作品には9つの交響曲、9つの弦楽四重奏曲、劇付随音楽などがある。

### 交響曲
- 交響曲第1番　作品62（1945）
- 交響曲第2番　作品65「イングランド風」（1947-48）
- 交響曲第3番　作品68（1949-51）
- 交響曲第4番　作品70「オーストリア交響曲」（1951-53）
- 交響曲第5番　作品75（1955-56）
- 交響曲第6番　作品95（1965）
- 交響曲第7番　作品102「奔流に逆らって」（1967-68）
- 交響曲第8番　作品110（1970）
- 交響曲第9番　作品111（1970-71）

### 管弦楽曲
- 交響詩「初春」(Vorfrühling, Sinfonisches Stimmungsbild für Orchester) 作品12（1912）
- プロスペローの魔法　ウィリアム・シェイクスピアのテンペストによる五つの交響的作品　作品53（1934-1936）

## 文献
- Robert Scholium, "Egon Wellesz, Osterreichische Komponisten des XX. Jahrhunderu, II (Vienna, 1964)
- Hans F. Redlich, "Egon Wellesz," The Musical Quarterly, XXVI (1940), 65-75
- Rudolph Reti, "Egon Wellesz, Musician and Scholar," ibid., XLII (1956), 1-13.